# Рыбаков, Юрий Михайлович
Ю́рий Миха́йлович Рыбако́в (14 сентября 1930 — 20 октября 2023) — советский, российский дипломат. Чрезвычайный и полномочный посол.

## Биография
Окончил Московский государственный институт международных отношений (МГИМО) МИД СССР (1953).
- В 1953—1955 годах — переводчик аппарата Верховного комиссара СССР в Австрии.
- В 1955—1956 годах — сотрудник центрального аппарата МИД СССР.
- В 1956—1962 годах — атташе, третий секретарь Посольства СССР в ГДР.
- В 1962—1970 годах — второй секретарь, первый секретарь, советник договорно-правового отдела МИД СССР.
- В 1970—1972 годах — советник Постоянного представтельства СССР при ООН.
- В 1972—1978 годах — директор Д-2 Секретариата ООН.
- В 1978—1979 годах — заместитель заведующего Договорно-правовым отделом МИД СССР.
- В 1979—1988 годах — заведующий Договорно-правовым отделом МИД СССР.
- В 1988—1990 годах — начальник Договорно-правового управления МИД СССР.
- С 1990 по 2 ноября 1992 года — чрезвычайный и полномочный посол СССР, затем России в Марокко[1][2].

После выхода на пенсию в 1992 году — профессор Дипломатической академии МИД России, заведующий кафедрой дипломатической и консульской службы.

## Награды
- Нагрудная медаль Ф. Ф. Мартенса МИД России.